# Point Cruz
Die USS Point Cruz (CVE-119/AKV-19/T-AKV-19) war ein Geleitflugzeugträger der Commencement-Bay-Klasse, der 1945 in Dienst gestellt wurde und unter anderem im Koreakrieg zum Einsatz kam. Im Verlauf seiner späteren Einsatzzeit diente das Schiff als Flugzeugtransportschiff für das Military Sealift Command. Die Point Cruz blieb bis 1969 in Fahrt und wurde 1971 abgewrackt.

## Geschichte
Die Point Cruz wurde am 4. Dezember 1944 bei Todd Pacific Shipyards auf Kiel gelegt und am 18. Mai 1945 vom Stapel gelassen. Die Indienststellung fand am 16. Oktober 1945 statt. Somit nahm das Schiff nicht mehr an Kampfhandlungen des Zweiten Weltkriegs teil.
Nach erfolgreich absolvierten Testfahrten wurde die Point Cruz bis März 1946 für Übungseinsätze zum Training von Piloten an der amerikanischen Westküste eingesetzt. Anschließend setzte man sie zum Transport von Flugzeugen an verschiedene Einsatzorte ein. Am 3. März 1947 ging das Schiff zur Deaktivierung in die Puget Sound Naval Shipyard und wurde am 30. Juni 1947 ausgemustert.
Nach vier Jahren Liegezeit in der Reserveflotte kam die Point Cruz am 26. Juli 1951 aufgrund des Koreakriegs wieder in Fahrt. Ab Januar 1953 diente das Schiff zur U-Boot-Abwehr, ehe es im Frühjahr 1953 nach Sasebo verlegt wurde. So nahm es unter anderem als Transporter für Hubschrauber an der Operation Platform vor Korea teil. In späteren Einsätzen war die Point Cruz im Jahr 1954 das Führungsschiff der Carrier Division 17 unter dem Kommando von Admiral James S. Russell.
Im August 1955 wurde die Point Cruz der United States Seventh Fleet unterstellt und dort zum Führungsschiff der Carrier Division 15. Am 31. August 1956 beendete das Schiff seine zweite Dienstzeit und ging erneut in die Reserveflotte über. Noch während dieser inaktiven Phase erhielt es im Mai 1957 die neue Bezeichnung AKV-19 und war fortan als Flugzeugtransportschiff eingestuft.
Ihre dritte Reaktivierung erlebte die Point Cruz im August 1965, als sie dem Military Sealift Command unterstellt wurde. Sie trug nun die Bezeichnung T-AKV-19 und kam unter anderem für logistische Transporte nach Südostasien zum Einsatz. Am 16. Oktober 1969 beendete das Schiff seine aktive Laufbahn nach auf den Tag genau 24 Jahren endgültig. Die Point Cruz wurde am 15. September 1970 aus dem Naval Vessel Register gestrichen und schließlich im März 1971 zum Abbruch an Southern Scrap Material in New Orleans verkauft. Die Abbrucharbeiten waren bis 1972 abgeschlossen.